# أنتوني آيرلادند
أنتوني آيرلادند (بالإنجليزية: Anthony Ireland)‏ هو ممثل بريطاني (وحمل سابقاً جنسية المملكة المتحدة لبريطانيا العظمى وأيرلندا)، ولد في 4 فبراير 1902 في بيرو، وتوفي في 4 ديسمبر 1957 بلندن في المملكة المتحدة.

## وصلات خارجية
- أنتوني آيرلادند على موقع IMDb (الإنجليزية)
- أنتوني آيرلادند على موقع قاعدة بيانات برودواي على الإنترنت (الإنجليزية)
- أنتوني آيرلادند على موقع قاعدة بيانات الفيلم (الإنجليزية)